# Эдипов тамарин
Эди́пов тамари́н, или эди́пова игру́нка, или пинче (лат. Saguinus oedipus) — вид игрунковых обезьян из рода тамаринов (Saguinus). Эндемик Колумбии.

## Описание
Длина тела составляет от 21 до 26 см, хвост длиной от 33 до 41 см. Масса тела составляет от 300 до 450 г. Окраска шерсти на спине и плечах коричневого цвета, брюхо и конечности белёсо-жёлтого цвета. Как и у всех игрунковых, у эдипова тамарина на пальцах рук и ног (за исключением большого пальца) вместо ногтей когти. Длинный хвост рыжий у основания, чёрный на конце. Отличительный признак вида — это длинные, белые волосы, свисающие с головы до плеч.

## Распространение
Эдиповы тамарины обитают исключительно в северо-западной Колумбии, в районе у побережья Карибского моря. Естественная среда обитания — это тропические дождевые и сухие леса, при этом животные предпочитают леса с густым подлеском.

## Образ жизни
Как и все игрунковые, эдипов тамарин ведёт дневной, древесный образ жизни. В кроне деревьев животные либо ползают, либо прыгают.
Эти животные живут совместно в группах численностью от 3 до 9 животных, состоящих из доминантной, моногамно живущей пары, её потомства и часто более молодых, подчинённых неродственных животных. Группа обитает на территории площадью от 7 до 10 га, помечая её выделениями желёз. Незваных гостей из других групп тамарины прогоняют, поднимая хвост и демонстрируя свой зад с гениталиями.

## Питание
Эдиповы тамарины питаются преимущественно насекомыми и фруктами, а также мелкими позвоночными животными и соком деревьев.

## Размножение
Как правило, в группе размножается только доминантная пара. Два раза в год после примерно 140-дневного периода беременности самка рождает двух детёнышей. В первую очередь о потомстве заботится отец, он носит детёнышей на своей спине, принося их матери только для кормления. Другие члены группы также заботятся о детёнышах. Примерно через 3 месяца детёныши отлучаются, половой зрелости самки достигают в возрасте 18 месяцев, а самцы — 24 месяцев. Продолжительность жизни животных составляет примерно 10 лет.

## Систематика
Эдипов тамарин вместе с тамарином Жоффруа и белоногим тамарином образует в пределах рода Saguinus группу oedipus. Эта группа географически изолирована от остальных тамаринов и живёт за пределами Амазонской низменности, в северо-западной Колумбии и Панаме.

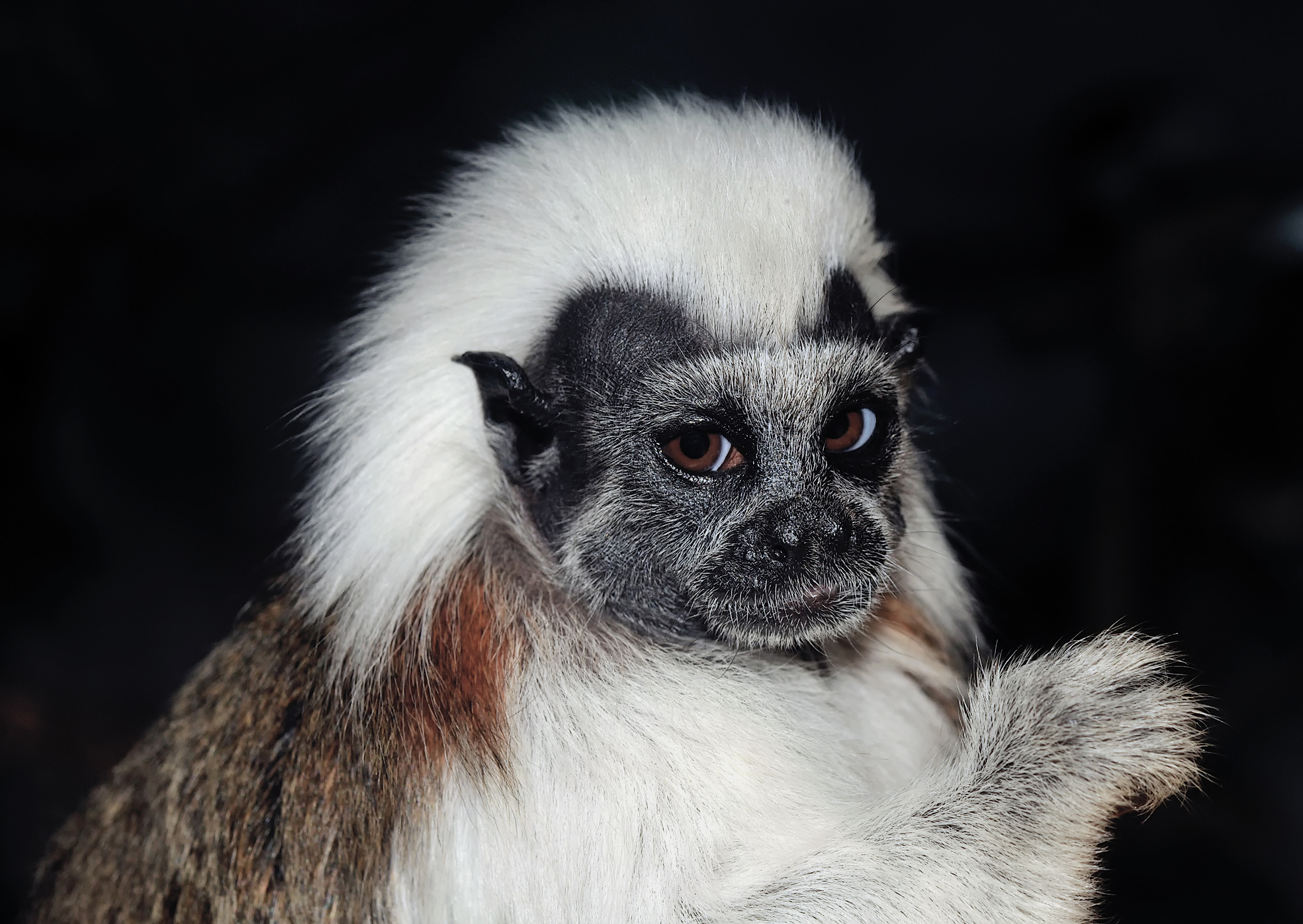
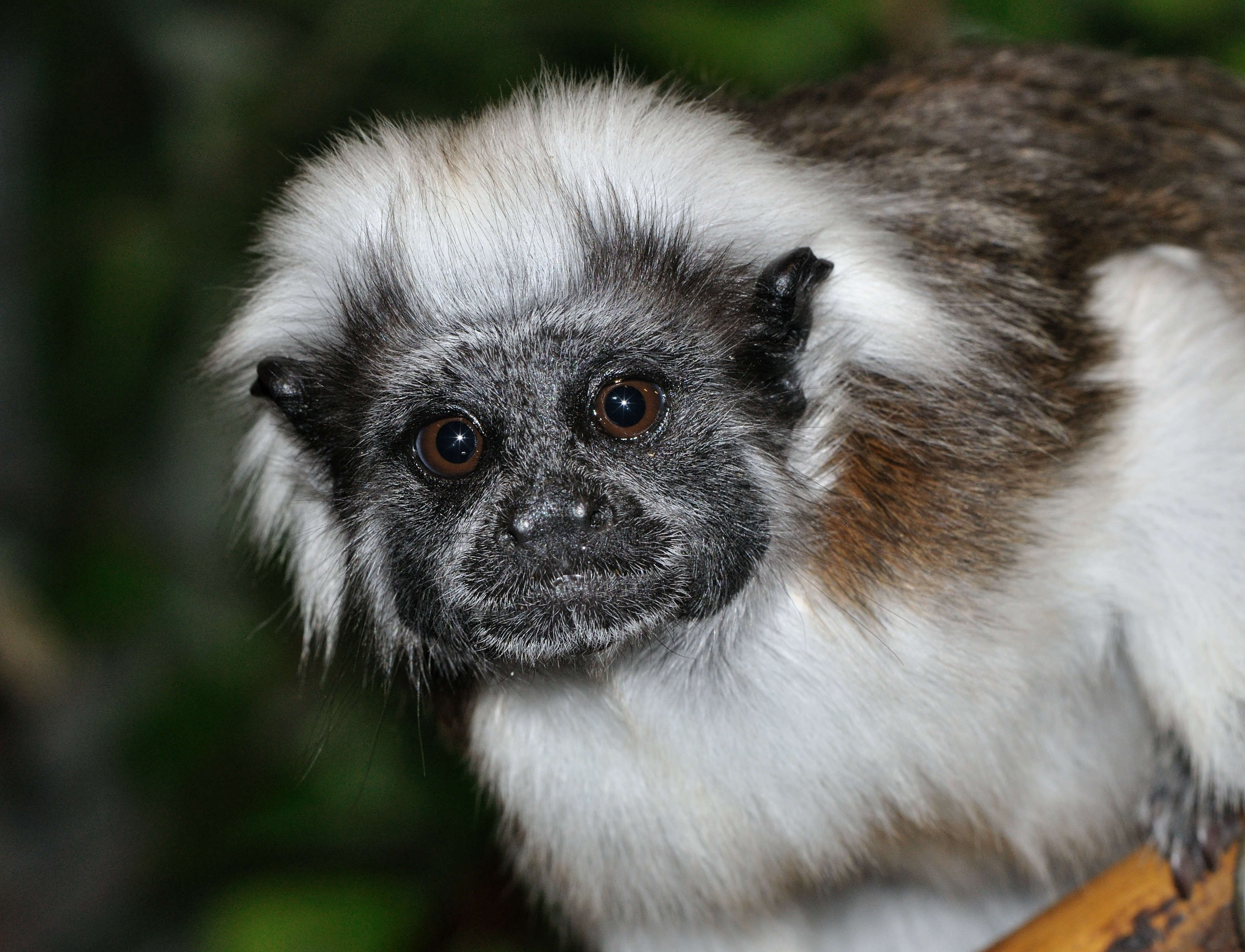
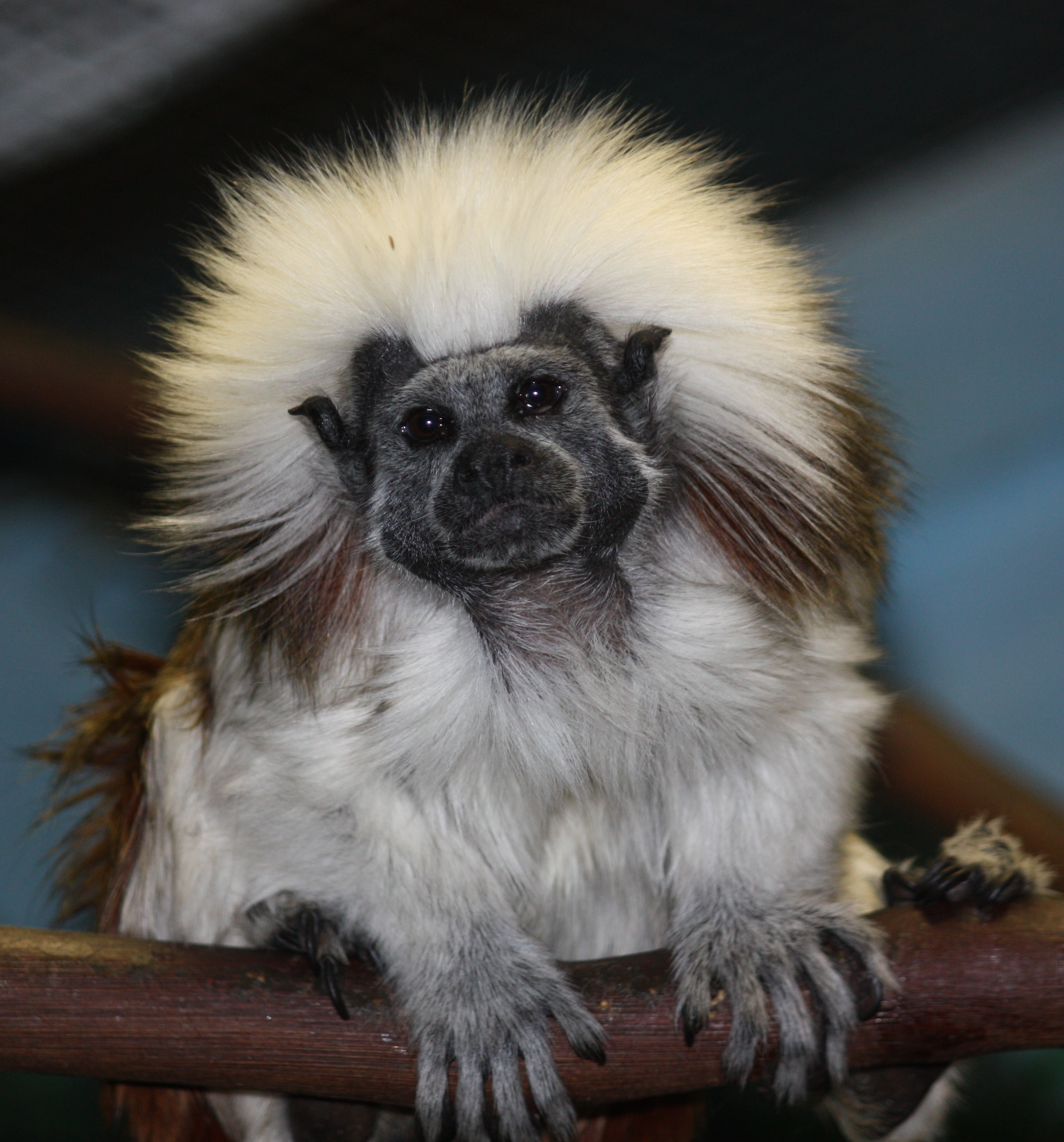